# Деревенская опера
«Деревенская опера» (англ. Opry House) — короткометражный мультфильм про Микки Мауса от Уолта Диснея. Премьера состоялась в США 20 марта 1929 года. Пятый мультфильм с участием Микки Мауса.

## Сюжет
В доме оперы устраивают концерт, Микки в это время метёт улицу, играя на своей метле как на флейте. Издалека приезжает свин на коне и не может влезть в дверь, Микки пытается с силой просунуть свина в дверь, но тщетно. Тогда Микки «лопает» живот свина и тот, похудев, проходит внутрь дома оперы.
В доме оперы начинается концерт и симфонический оркестр исполняет «Кармен», после этого Микки в виде гуру начинает управлять змеёй, но змеем оказывается хвост кота Ниппа, тот быстро убегает за кулисы и Микки начинает танцевать танец живота, все в восторге от представлений. Микки вновь выходит на сцену и начинает играть на пианино, которое начинает шалить. Рассердившийся Микки бьет кулаками клавиши пианино, стол в знак протеста пинает Микки за кулисы. Но Микки возвращается и продолжает играть. И вот Микки Маус окончил своё выступление и все начинают аплодировать ему. Стул, пианино и Микки кланяются и в конце на Микки падает занавес сцены.

## Перчатки Микки
«Деревенская опера» — первый мультфильм в котором Микки появляется в белых перчатках. В 1958 году Уолт Дисней рассказывал своему биографу Бобу Томасу, что персонаж был нарисован в перчатках, а не с мышиными лапками, чтобы придать ему человечности. Также известна трактовка профессора истории анимации из Нью-Йоркского университета Джона Канмейкера, согласно которой белые перчатки были использованы для контраста кистей персонажа, чтобы они не сливались с чёрным телом, что было обусловлено техническими возможностями чёрно-белой анимации. Подобное решение позже стало использоваться и другими киностудиями, например, персонажами Багз Банни, дятел Вуди, Озорными мультяшками и другими.